# Głębokie Międzyrzeckie
Głębokie Międzyrzeckie – przystanek kolejowy w Głębokim, w województwie lubuskim, w Polsce.

## Wymiana pasażerska
| Rok  | Wymiana pasażerska na dobę |
| ---- | -------------------------- |
| 2017 | 10-19                      |
| 2022 | 10-19                      |